# República Autônoma Socialista Soviética das Montanhas
A República Autônoma Socialista Soviética das Montanhas ou República Autônoma Socialista Soviética Montanhosa (em russo:  Го́рская АССР, transl. Gorskaya ASSR) foi uma república autônoma de curta duração dentro da República Socialista Federativa Soviética da Rússia no Cáucaso do Norte, que existiu de 20 de janeiro de 1921 a 7 de julho de 1924.